# Asplenium francii
Asplenium francii är en svartbräkenväxtart som beskrevs av Eduard Rosenstock. Asplenium francii ingår i släktet Asplenium och familjen Aspleniaceae. Inga underarter finns listade.